# Ян Кміта (руський староста)
Ян Кміта (іноді Ясько Кміта пол. Jan Kmita, бл. 1330 — 7 грудня 1376) — польський шляхтич, військовик, придворний короля, урядник Польського королівства. Представник роду Кмітів гербу Шренява.

## Життєпис
Народився близько 1330 року. Походив із родини, яка осіла у Краківському воєводстві. Батько — Ян із Дам'яниць і Вісьнича (пол. Jan z Damianic i Wiśnicza) (Адам Бонецький називав його Ясек Кміта (пол. Jasiek Kmita, пом. після 1364), 1358 року забезпечив йому 200 гривень на Малому Вісьничу, а 1364 року провів із ним поділ своїх маєтностей, після чого Ян-молоший посів Дужий і Малий Вісьнич (пол. Mały Wiśnicz), Кобиле (пол. Kobyle), Ломну (пол. Łomna), Лександрову (пол. Leksandrowa). Ймовірною причиною поділу маєтностей 1364 року було нове одруження його батька. Ян був старшим сином батька.
Досягнув певних вершин на службі королю Казимирові ІІІ, який добирав своїх придворних з числа біднішої шляхти. У 1364—1368 роках згаданий у джерелах як свідок у грамотах короля, при цьому ще не посідав жодного уряду.
Уряди (посади): львівський (генеральний руський; можна вважати, що його призначив на цю посаду Казимир ІІІ близько 1369 року), серадзький, краківський староста.
Загинув 7 грудня 1376 року під час сутички між придворними маршалка Королівства Польського та угорськими вояками королеви під Вавельським замком: після пострілу з лука одного з угорців, внаслідок якого стріла потрапила йому в шию.

### Сім'я
Був одружений із Катажиною (пом. після 1376); відомо, що мали сина:
- Пйотр — краківський і сандомирський воєвода, сяноцький, сєрадзький і ленчицький староста, люблінський (пол. lubelski) каштелян; вірний прихильник Анжуйської династії.